# Совет по интероперабельности воздушных и космических войск
Совет по интероперабельности воздушных и космических войск (англ. Air and Space Interoperability Council, ASIC)
— организация, объединяющая представителей военно-воздушных и военно-космических сил стран, именуемых неофициально «Пять глаз» (США, Великобритания, Канада, Австралия и Новая Зеландия), а также военно-морского флота Соединенных Штатов. Руководство Совета располагается в Вашингтоне, округ Колумбия.

## История
Совет, первоначально носивший наименование «Воздушный Координационный комитет по стандартизации» (англ. Air Standardization Coordination Committee, ASCC), был образован в 1948 для координации работ по стандартизации военно-воздушных сил США, Канады и Великобритании. Данное соглашение было направлено на организацию проведения совместных операций военно-воздушных сил и оказанию друг другу некоторые других услуг. Кроме того, ASCC должен был способствовать стандартизации авиационной техники стран-участниц, а также содействовать обмену научно-исследовательской информацией в данной сфере. В 1964 в Совет вошла Австралия, в 1965 — Новая Зеландия. Организация пережила трансформацию в 2005 с учетом нынешней глобальной стратегической обстановки, в её деятельности был сделан новый акцент — на организацию совместных операций военно-воздушных и военно-космических сил.

## Миссия
Миссия Совета определяется как повышение общих боевых возможностей в воздухе и космосе через достижение интероперабельности.
Основные принципы деятельности:
- Ориентация на будущие возможности;
- Разработка показатели эффективности и создания эффективных обратных связей;
- Национальные императивы — каждое государство-член стремится сделать значительный и ценный вклад в операции коалиции.

## Рабочие группы
В Совете имеются рабочие группы по шести ключевым направлениям сотрудничества.
1. Системы боевой поддержки
2. Мобильности ВВС
3. Управления и контроля
4. Прикладные разработки для вооруженных сил
5. Защиты вооруженных сил
6. Разведки, наблюдения и рекогносцировки.

Родственными организациями Совета являются Программа ABCANZ, AUSCANNZUKUS и TTCP, ведущие работы по унификации и интероперабельности других видов вооружений.